# Jaime Font Saravia
Jaime Font Saravia ( Banfield, provincia de Buenos Aires, Argentina, 22 de febrero de 1907 – Buenos Aires, Argentina, 20 de septiembre de 1978) fue un conocido locutor de larga trayectoria en su país y uno de los fundadores del Instituto Superior de Enseñanza Radiofónica (ISER).

## Actividad profesional
Trabajó un tiempo como administrador  del establecimiento rural 'La Esmeralda' en la isla Choele-Choel de la provincia de Río Negro y también era Juez de Paz en el lugar. 
Comenzó a trabajar en el espectáculo como cantante en 1938, primero en dúo con la también locutora Dora Aguirre y luego solo. Ingresó como locutor en Radio El Mundo después de ganar un concurso para el puesto. Inicialmente decía avisos comerciales y en 1943 empieza como animador en el programa  de Manteca Tulipán, (en el que regalaban relojes a los chicos y muñecas a las niñas). Font Saravia era muy elegante, usaba zapatos ingleses, de los que  tenía 15 pares, y trajes a medida.
Uno de los programas que contó con su locución y relatos fue Zully y Sally, una mini comedia de Abel Santa Cruz, protagonizada por Julia Sandoval, Patricia Parry y Jorge Norton que se propaló desde 1948 presentado por Jabón Sunlight.
Otro de los programas más conocidos en que hizo locución y animación en la década de 1940 fue el Glostora Tango Club  en el que actuaban en vivo conocidas orquestas como las de Alfredo de Ángelis y Héctor Varela a, entre otras. También acompañó a los actores Alí Salem de Baraja y Mario Baroffio, cuyo nombre real era Mario Román de Flores.
Otros actores a los que acompañó fueron Fernando Ochoa y su Don Bildigerno, un gaucho de voz finita y Tita Merello. 
En la década de 1950 trabajó El Relámpago, un programa cómico muy popular ambientado en la redacción de un periódico de ese nombre, que se transmitía los lunes y jueves de 12:30 a 13:30 auspiciado por Aceites Olavina. Los libretos eran de Miguel Coronato Paz y en el elenco estaban, entre otros, Juan Carlos de Zeta, Jorge Pacini, Tincho Zabala, Cristina de los Llanos, Vicente La Russa, Mangacha Gutiérrez, Héctor Pasquali y Guido Gorgatti, Jaime Font Saravia advertía: ―No diga «Hola», diga «Olavina», pues en el curso del programa se realizaba un llamado al teléfono sorteado entre todos los oyentes que participaban y si la persona atendía el llamado con su “Olavina” ganaba un premio.
Fue uno de los fundadores de la SAL, Sociedad Argentina de Locutores, que presidió 11 años allí y por su iniciativa juntamente con el profesor de fonética y funcionario José Ramón Mayo se creó en 1951 el Instituto Superior de Enseñanza Radiofónica (ISER), del que fue su primer profesor, que originalmente tenía su sede en el colegio Otto Krause. Para desempeñarse como locutor era indispensable haberse graduado en el ISER, salvo aquellos que ya habían trabajado como locutores por lo menos dos antes de su creación.
Fue uno de los locutores que presentó el primer festival artístico de la televisión argentina, organizado por la  Confederación General del Trabajo y trasmitido por Canal 7 el 18 de octubre de 1951, al día siguiente de la primera transmisión realizada en el país.
Al caer el gobierno de Juan Domingo Perón en septiembre de 1955 Font Saravia, de notoria militancia peronista, fue separado de su cargo y se exilió en Uruguay. A su regreso recién obtiene trabajo en la radio en 1973 cuando Darío Castell, que era director de Radio El Mundo, lo nombró como jefe de locutores.